# ماكس هاروب
ماكس هاروب (بالإنجليزية: Max Harrop)‏ هو لاعب كرة قدم بريطاني في مركز الوسط، ولد في 30 يونيو 1993 في أولدم في المملكة المتحدة. لعب مع أشتون يونايتد ونادي بوري ونادي تاموورث.

## وصلات خارجية
- ماكس هاروب على موقع قاعدة بيانات كرة القدم.إي يو (الإنجليزية)
- ماكس هاروب على موقع Soccerbase.com (لاعب) (الإنجليزية)
- ماكس هاروب على موقع Soccerway.com (الإنجليزية)